# Aasáx
Aasáx (auch bekannt als Aasá, Aramanik, Asak, Asax, Assa, Il Konono und Lamanik) war eine Südkuschitische Sprache und ist heute ausgestorben. 1999 hatte sie noch 350 Sprecher.